# LOVE (荻野目洋子の曲)
「LOVE」（ラブ）は、荻野目洋子の41枚目のシングル。2001年10月24日にビクターエンタテインメントよりリリースされた。

## 解説
- TBS系全国ネット愛の劇場『ラブ&ファイト』主題歌。
- スタンダードナンバーとして親しまれているナット・キング・コール「L-O-V-E」(1964年) のカバー。
- 日本では、他に美空ひばりがアルバム『ナット・キング・コールをしのんで－ひばりジャズを歌う』（1965年9月5日発売、1988年10月21日にCD化）にて同曲をカバーしている。
- 荻野目はこのシングル発売直前の2001年10月2日に入籍している。

## 収録曲
1. LOVE
  - 作詞：Milt Gabler / 訳詞：漣健児 / 作曲：Bert Kaempfert / 編曲：河辺健宏
2. LOVE（sweet swing track）
  - 作詞：Milt Gabler / 訳詞：漣健児 / 作曲：Bert Kaempfert / 編曲：長岡成貢
3. Candy
  - 作詞・作曲：Alex C.Kramer - John C. Whitney - Hy Zaret / 編曲：h-wonder